# Paul Kremer
Paul Kremer (n. Chicago, 2 de enero de 1971) es un diseñador gráfico y artista estadounidense que desarrolla su obra dentro de los campos del minimalismo, el expresionismo abstracto y más concretamente el Color Field.

## Biografía
Cuando era un niño, la familia de Kremer se trasladó a Houston, donde creció y donde reside en la actualidad. Allí estudió en la Escuela de Arte, especializándose en diseño gráfico.
En 2013 puso en marcha un proyecto titulado Great Art in Ugly Rooms a través de la plataforma Tumblr, consistente en un banco de fotografías en las que aparecen reconocidas obras de arte de pintores como Mark Rothko, Joseph Albers, Jean-Michel Basquiat o Caspar David Friedrich, en contextos tales como un almacén, un baño o una habitación.
Como artista, Kremer ha desarrollado una actividad pictórica surgida a partir del movimiento neoyorquino de mediados del siglo XX conocido como Color Field, con incorporaciones personales que tienden hacia el minimalismo. Para su ejecución, hace uso de técnicas como el acrílico y del empleo de cuatro colores (blanco, negro, rojo y azul) para componer cada una de sus obras.